# Sony Xperia tipo
De Sony Xperia tipo is een smartphone van het Japanse conglomeraat Sony uit 2012. Het toestel is een low-budgetsmartphone en was verkrijgbaar in het zwart, rood, blauw en wit.

## Software
De Sony Xperia tipo heeft als besturingssysteem Android 4.0. Net zoals vele andere Android-fabrikanten, gooit Sony ook een eigen grafische schil over het toestel, het Timescape UI. Hierin zijn Twitter en Facebook standaard geïntegreerd. Ook kan men er omgebouwde PlayStation-spellen op spelen en is het verbonden met het Sony Entertainment Network, dat gebruikers toestaat tot Music & Video Unlimited, een speciale streamingsapp vergelijkbaar met Spotify of Deezer. Sony zal in de telefoon ook gebruikmaken van de audiotechnologie 3D surround sound met xLOUD. Volgens het bedrijf moet het geluid hierdoor veel sterker en helderder zijn.

## Scherm
Het beeldscherm heeft een grootte van 8,1 cm (3,2 inch) met een resolutie van 480 x 320 px, dus een pixeldichtheid van 180 ppi. Het aanraakscherm is krasbestendig en ondersteunt multitouch-gebaren. De Xperia tipo maakt gebruik van High Defenition Reality Display-technologie en het 'BRAVIA-engine' van Sony. Door deze twee technieken wordt het scherm veel mooier weergegeven.

## NFC
Het toestel beschikt niet over NFC. NFC-chips kunnen worden gebruikt voor laagwaardige financiële transacties, om bijvoorbeeld applicaties uit de Google Play-appwinkel te kopen.

## Sony Xperia tipo dual
In sommige landen (voornamelijk ontwikkelingslanden) is er een variant van de Xperia tipo uitgekomen, de Xperia tipo dual. Deze versie biedt, in tegenstelling tot de Xperia tipo, de mogelijkheid om twee simkaarten in de telefoon te doen. Ook zit op de variant een speciale data-applicatie om te kunnen bepalen hoeveel data je per applicatie verbruikt. De Xperia tipo dual komt uit in twee kleuren, zwart en zilver.